# Mispila tonkinea
Mispila tonkinea là một loài bọ cánh cứng trong họ Cerambycidae.